# 扎卡緬斯克區

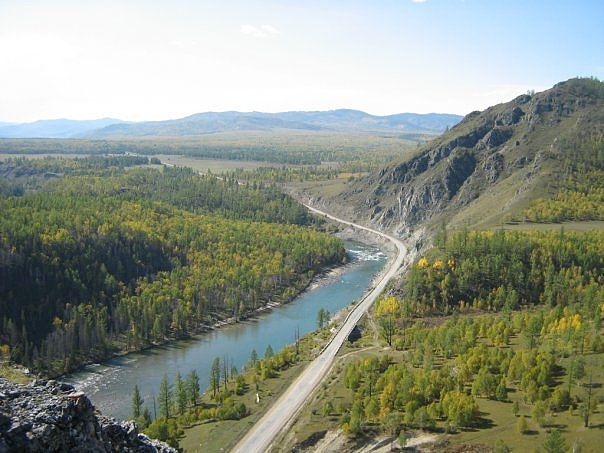

55°45′N 103°26′E / 55.750°N 103.433°E
扎卡緬斯克區（俄语：Закаменский район），是俄羅斯的一個區，位於該國南部，由布里亞特共和國負責管轄，面積15,320平方公里，2010年人口28,453，人口密度每平方公里1.86人。